# Chiropetalum canescens
Chiropetalum canescens là một loài thực vật có hoa trong họ Đại kích. Loài này được Phil. mô tả khoa học đầu tiên năm 1860.